# Neerijnen (Gueldre)
Pour les articles homonymes, voir Neerijnen.
Neerijnen est un village néerlandais de la commune de West Betuwe, situé dans la province du Gueldre.

## Géographie
Neerijnen est situé sur la rive droite du Waal, entre Waardenburg et Opijnen, dans la partie centrale de la commune de Neerijnen. La mairie de la commune est située à Neerijnen.

## Histoire
Historiquement, le village faisait partie de la commune avec Waardenburg. En 1840, le village comptait 49 maisons et 294 habitants. Depuis le 1er janvier 1978 la commune de Waardenburg forme, avec plusieurs autres communes, la nouvelle commune de Neerijnen.

## Référence
1. ↑  Alphabetisch register van alle bewoonde oorden des Rijks, Departement van Oorlog, Éd. Erven Doorman, 's-Gravenhage, 1850